# Sentiero naturalistico di Tōkai

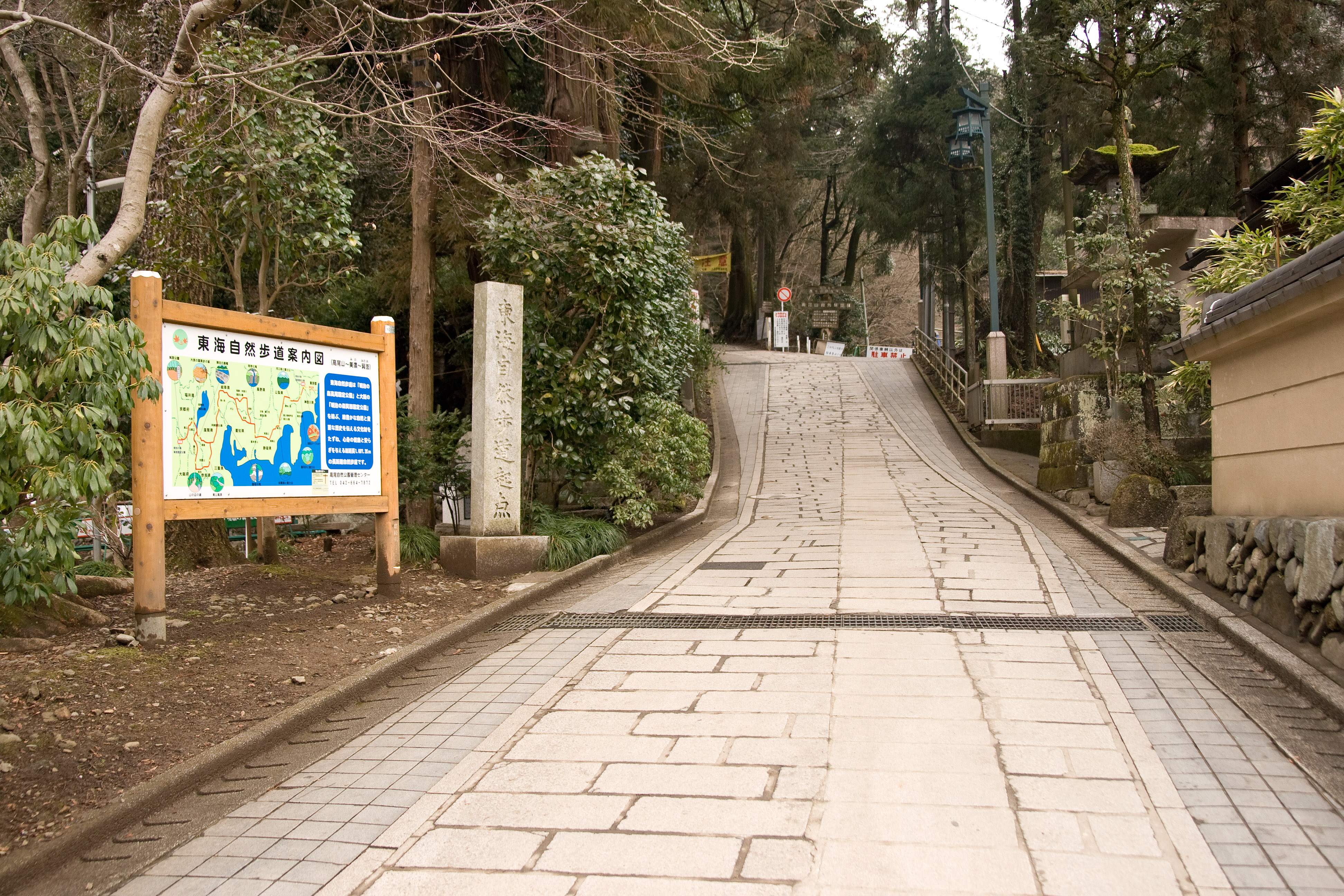
Immagine del percorso

Il sentiero naturalistico di Tōkai (東海自然歩道?, Tōkai Shizen Hodō) è un sentiero escursionistico a lunga percorrenza del Giappone, che attraversa 11 prefetture e copre 1.697 km, andando dal parco seminazionale di Meiji no Mori Takao a Tokyo al parco seminazionale di Meiji no Mori Minō nella prefettura di Osaka.  Percorrere l'intero sentiero richiede di solito dai quaranta ai cinquanta giorni.
Nel 1969, l'ex Ministero della salute, del lavoro e dell'assistenza sociale (attuale Ministero dell'ambiente) propose di istituire un sentiero escursionistico a lunga percorrenza. Nel 1970, con la cooperazione dei governi locali interessati, cominciò la costruzione del progetto, che fu completato nel 1974. Successivamente, l'dea di collegare due parchi seminazionali diede origine alla costruzione di un assortimento di parchi seminazionali addizionali lungo la pista. Numerose colline, zone umide e gole, che in precedenza non erano state considerate come punti turistici, furono designate come parchi seminazionali e fungono attualmente da riserve naturali.

## Punti d'interesse

### Tokyo
Il primo tratto del percorso passa attraverso l'area del monte Takao e offre una bella gita escursionistica che inizia alla stazione di Takaosanguchi della Linea Keiō e arriva alla stazione di Sagamiko della Japan Railways. Grosso modo ci si aspetta di coprire questo segmento del tragitto in quattro ore.
Dalla stazione di Takaosanguchi, il percorso si arrampica attraverso i pendii del monte Takao e raggiunge dapprima la torre panoramica di Takaosan. Dopo il tempio di Takaoyakuō-ji, il sentiero si collega alla vetta, dove attende il Centro visitatori di Takao. Passando attraverso un passaggio fiancheggiato da ciliegi, l'escursionista arriva al castello di Hachiōji. Da questo punto, la pista scende nella pianura alluvionale del fiume Sagami. Attraversando il ponte di Benten, il percorso conduce alla diga di Sagami presso la stazione omonima.

#### Monte Takao
Il monte Takao, che si leva a 599 m sul livello del mare, è un eccellente lugo per i paesaggi selvaggi con un'ampia varietà di piante (1.600 specie) e di insetti (6.000 specie). L'area offre molti sentieri escursionistici e punti panoramici.
Il Centro visitatori di Takao, ubicato sulla cima, offre informazioni sulla storia e l'ambiente della regione. A 599 m, il sito offre una veduta maestosa delle montagne dal Fuji al Tanzawa.

#### Takaoyakuō-ji
Il Takaoyakuō-ji è un tempio buddhista situato sul monte Takao. Il suo nome completo è Takao-san Yakuō-in Yūki-ji. Fu costruito da Gyōki su comando dell'imperatore Shōmu. Il sito era considerato un tempo una montagna sacra e attraeva molti shugendōshi, eremiti ascetici di montagna che praticavano la rigida dottrina dello Shugendō. Il tempio era denominato yakuō, perché custodisce come reliquia Yakushi Nyorai, il "Buddha della medicina". Il tempio offre una veduta fugace dello Shinbutsu shūgō, la fusione del buddhismo e dello shintoismo, in quanto contiene edifici in stile shintoista e torii.

#### Castello di Hachiōji
Il castello di Hachiōji è uno yamashiro, un castello costruito su una montagna. È situato sul monte Shiro (Shiro-yama, 445 m) ad Hachiōji, Tokyo. Il castello misura grosso modo 2 km da est ad ovest e 1 km da nord a sud. La struttura faceva uso delle complesse superfici della montagna con ripide catene e profonde valli ed era diviso in varie zone. Fu costruito per la prima volta da Hōjō Ujiteru nel 1587. Nel 1590, la fortezza cadde quando fu attaccata da Maeda Toshiie, Sanada Masayuki e Uesugi Kagekatsu durante la campagna di Toyotomi Hideyoshi per eliminare il clan Hōjō. Attualmente, il sito presenta un ponte ricostruito e parti del palazzo principale, insieme a kuruwa, mura di pietra e fossati.

### Prefettura di Kanagawa
Nella prefettura di Kanagawa, il tragitto inizia al monte Shiroyama (Kobotoke Shiroyama) ai confini della prefettura di Tokyo. Poi conduce, giù per il passo di Kobotoke, al lago Sagami, e successivamente sale tra i monti Tanzawa. Sebbene aggiri la catena principale, questa parte del sentiero passa attraverso molte vette oltre i 1.200 m (la più alta essendo il monte Sodehirayama), ed è considerara la parte più ripida e più dura dell'intero sentiero. Dop 127,5 km, il percorso nella prefettura di Kanagawa finisce al passo di Kiridooshi al confine della prefettura di Yamanashi.
I principali punti di orientamento lungo il percorso (incluse le altitudini):
- Monte Shiroyama (672 m)
- Monte Arashiyama (406 m)
- Monte Sekirouzan (694 m)
- Villaggio di Nishinono (303 m)
- Monte Kibigarayama (1.273 m)
- Monte Sodehirayama (1.432 m)
- Passo di Inugoeji (950 m)
- Villaggio di Houkizawa (494 m)
- Monte Azegamaru (1.293 m)
- Monte Komotsurushiyama (1.348 m)
- Monte Takasasuyama (1.174 m)
- Passo di Kiridooshi (1.080 m)

### Prefettura di Yamanashi
Nella prefettura di Yamanashi, il sentiero inizia al passo di Kiridooshi all'estremità occidentale dei monti Tanzawa. Poi circonda il pendio settentrionale del monte Fuji, passando lungo attraenti punti turistici come le Otto sorgenti del monte Fuji e i Cinque laghi del Fuji. Dal lago di Motosu, il percorso entra brevemente nella prefettura di Shizuoka attraverso il passo di Wariishi, passando attraverso l'altopiano di Asagiri e lungo il lago Tanuki, dove ritorna nella prefettura di Yamanashi con una scalata al monte Choujagadake nei monti Tenshi. Dopo 115 km, il sentiero lascia la prefettura di Yamanashi al passo di Tashiro.
I principali punti di orientamento sul percorso (incluse le altitudini):
- Passo di Kiridooshi (1.080 m)
- Monte Oohirayama (1.295 m)
- Oshino Hakkai (Otto sorgenti del monte Fuji) (928 m)
- Centro visitatori del Fuji (870 m)
- Monte Ashiwadayama/Gokodai (1.355 m)
- Passo di Wariishi (978 m)
- Monte Choujagadake (1.336 m)
- Monte Shishinzan (1.031 m)
- Linea Minobu stazione di Ide (148 m)
- Passo di Tashiro Pass (1.020 m)